# Symbiotes armatus
Symbiotes armatus là một loài bọ cánh cứng trong họ Endomychidae. Loài này được Reitter miêu tả khoa học năm 1881.